# Йеланец
Йеланец (на украински: Єланець) е селище от градски тип в Южна Украйна, Йеланецки район на Николаевска област. Основано е през 1802 година. През януари 1989 г. населението му е около 5636 души.. Към 1 януари 2013 г. населението е 4951.
Селището е разположено на левия бряг на река Гнил Йеланец, десен приток на Южен Буг.

## История
Йеланец е основан през 1800 г. През 1810 г. той е преименуван на Новомосковск, а през 1818 г. се превръща във военно селище, принадлежащо на Елисаветградския окръг на Херсонска губерния. През 1857 г. военните селища са премахнати. През 1858 г. Новомосковск е преименуван на Йеланец. Към началото на 1894 г. Йеланец е търговско село, има 671 домакинства и 3683 жители, има училище, болница, няколко търговски дюкяна, редовно се провеждат базари. 
На 16 април 1920 г. Херсонската губерния е преименувана на Николаевска губерния, а на 21 октомври 1922 г. е обединена в Одеската губерния. През 1923 г. уездите са премахнати и Йеланец е включен в новосъздадения Вознесенски район. По време на Великата отечествена война през 1941-1943 г. селото е било под немска окупация. През 1963 г. Йеланец получава ток от държавната мрежа. През 1968 г. Йеланец получава статут на селище градски тип.

## Транспорт
Най-близката жп гара е във Вознесенск, на 45 километра (28 мили) западно от селището.

## Забележителности
- Църква Рождество на Пресвета Богородица. [3]

Главната улица на селото е Съборна. Тя върви от север на юг по течението на реката. Авеню на независимостта върви успоредно на реката до Парка на славата.

## Личности
- Юрий Гидзенко -  космонавт, Герой на Русия.